# Konrad von Mure

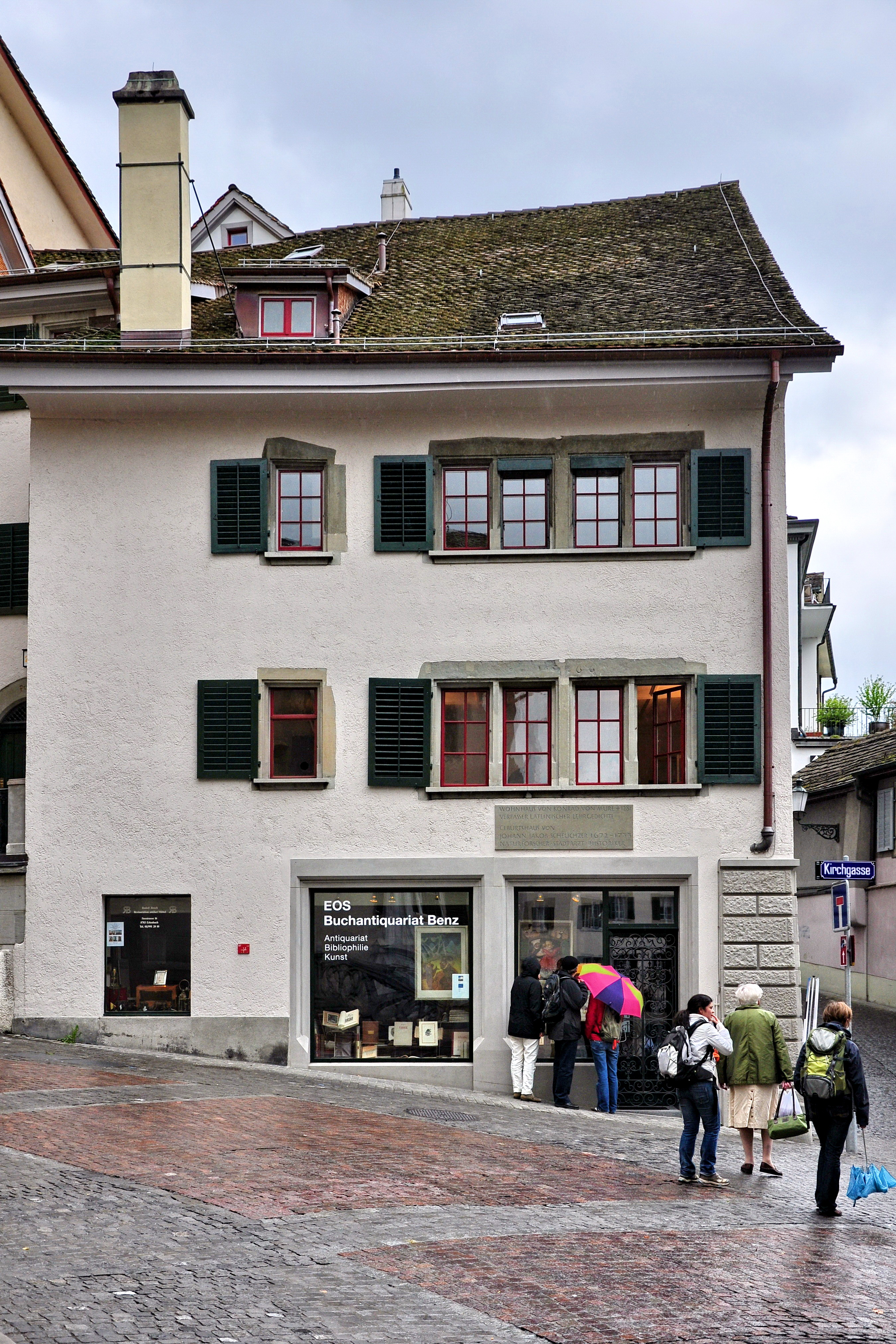
Zwingli-Platz, Grossmünster: Wohnhaus von Konrad von Mure und Geburtshaus Johann Jakob Scheuchzers

Konrad von Mure (* ca. 1210 in Muri AG; † 30. März 1281 in Zürich) war Chorherr und Leiter der Stiftsschule am Zürcher Grossmünster sowie Verfasser von lateinischen Lehrgedichten.

## Leben
Konrad von Mure stammt vermutlich aus der Umgebung des aargauischen Klosters Muri. Mit dessen habsburgischem Schirmvogt und späteren König Rudolf war er freundschaftlich verbunden. Das Studium wird er in Bologna oder Paris mit dem Magister abgeschlossen haben. Seit 1233 besass er Pfründe am Grossmünster in Zürich, wo er Leiter der Stiftsschule war. Ab 1244 war er dort Chorherr und ab 1259 Kantor. Konrad von Mure blieb bis zu seinem Tode in Zürich und wurde in der St. Marienkapelle des Stiftes 1281 begraben.

## Werke
- Novus Graecismus (um 1244).
- Libellus de naturis animalium (um 1255).
- Libellus de sacramentis (um 1260).
- Als Kantor redigierte er 1260 das Breviarium chori Turicensis (den Liber ordinarius des Grossmünsters, im Original überliefert in der Handschrift Ms. C 8 b der Handschriftenabteilung der Zentralbibliothek Zürich). Darin enthalten ist die Beschreibung aller damals am Grossmünster gefeierten liturgischen Handlungen, darunter auch der jährlichen Prozession am Palmsonntag durch die Stadt mit Angabe aller Gesänge (Antiphonen (Antiphon (Musik)), Wechselgesänge) zwischen den Kanonikern des Grossmünsters und den Benediktinerinnen des Fraumünsters.[1]
- Clipearius Teutonicorum (1264), Textarchiv – Internet Archive, ein heraldisches Lehrgedicht mit Beschreibungen von 73 Wappenschilden.
- Fabularius (um 1273), Digitalisat eines Druckes in Basel bei Berthold Ruppel von ca. 1475.
- Summa de arte prosandi (1275/76).